# Ativo Permanente
Ativo Permanente é um grupo de  contas contábeis que engloba os  recursos aplicados em  bens ou direitos de permanência duradoura, destinados ao funcionamento normal da empresa. Instituído no Brasil pela  Lei n° 11.638 de 2007, o uso desse grupo de contas  foi extinto no país a partir de 4 de dezembro de 2008,  pela Medida Provisória 449/2008, , que foi convertida na Lei 11941/2009 (Artigo 178), passando o Ativo Permanente a integrar o Ativo Não Circulante.
De  acordo com a Lei n° 11.638 de 2007 (artigo. 178, § 1°, c), o Ativo Permanente era formado por quatro subgrupos:
- Investimentos
- Imobilizado
- Intangível
- Diferido

Sendo:
Investimentos: bens e direitos em participações permanentes em outras empresas ou sociedades e  direitos de qualquer natureza, não classificáveis no Ativo Circulante e que não se destinem à manutenção da atividade da empresa ou sociedade. 

Ativo imobilizado:  bens tangíveis destinados à  manutenção da  atividade fim da empresa. Apresentam-se na forma tangível (edifícios, máquinas, etc.).

Ativo Intangível: bens intangíveis (incorpóreos) destinados à atividade fim da
empresa, como, por exemplo, o fundo de comércio (goodwil), marcas e patentes, etc. . 

Ativo diferido : despesas que contribuem para a formação do resultado de exercícios futuros. Tais despesas somente eram apropriadas às contas de resultado na medida em que contribuíssem para a geração do resultado de cada exercício (art. 183 da Lei nº 6.404/76). Classificavam-se no ativo diferido  as seguintes contas:
I - gastos de implantação e pré-operacionais;
II - gastos com pesquisa e desenvolvimento de produtos;
III - gastos de implantação de sistemas e métodos;
IV - gastos de reorganização ou reestruturação.
A Medida Provisória 449/2008 modificou a composição dos grupos patrimoniais, estabelecendo que o Ativo não-circulante  passasse a ser composto por:
- Ativo realizável a longo prazo
- Investimentos
- Imobilizado
- Intangível

Assim, o grupo de contas Ativo Permanente deixou de ser usado.